# Trigonotis microcarpa
Trigonotis microcarpa är en strävbladig växtart som först beskrevs av De Candolle, och fick sitt nu gällande namn av George Bentham och Charles Baron Clarke. Trigonotis microcarpa ingår i släktet Trigonotis och familjen strävbladiga växter. Inga underarter finns listade i Catalogue of Life.